# Sibovac
Sibovac är ett samhälle i Bosnien och Hercegovina.   Det ligger i entiteten Federationen Bosnien och Hercegovina, i den nordöstra delen av landet, 120 km norr om huvudstaden Sarajevo. Sibovac ligger 135 meter över havet och antalet invånare är 1 030.
Terrängen runt Sibovac är huvudsakligen platt, men västerut är den kuperad. Närmaste större samhälle är Gradačac, 3,7 km sydväst om Sibovac.
Trakten runt Sibovac består till största delen av jordbruksmark. Runt Sibovac är det ganska tätbefolkat, med 124 invånare per kvadratkilometer.